# Copa da Escócia de 1906–07
A Copa da Escócia de 1906-07 foi a 34º edição do torneio mais antigo do futebol da Escócia. O campeão foi o Celtic F.C., que conquistou seu 5º título na história da competição ao vencer a final contra o Heart of Midlothian F.C, pelo placar de 3 a 0.

## Premiação
| Copa da Escócia de 1906-07      |
| Escócia                         |
| ------------------------------- |
| Celtic F.C. Campeão (5º título) |